# Variscita
La variscita és un mineral de la classe dels fosfats que pertany i dona nom al grup de la variscita. Va ser descrita per primer cop el 1837 pel geòleg August Breithaupt, i el seu nom prové de la varietat local de Variscia, el nom llatí de Vogtland, a Alemanya. Durant un temps se l'anomenà Utahlita als Estats Units d'Amèrica per la seva abundància a l'estat de Utah.

## Característiques
La variscita és un mineral relativament rar de fórmula AlPO₄·2H₂O, que cristal·litza en el sistema ortoròmbic, generalment criptocristal·lina. Es confon a vegades amb la turquesa, tanmateix, la variscita és més verdosa, típicament verd poma amb una lluïssor cèria. És semidura, lleugera, no exfoliable, però es trenca amb fractura concoidal en superfícies molt llises; translúcida amb lluïssor entre vítria i cèria. Els cristalls pseudo-tetragonal-bipiramidals es poden confondre amb wardita. És infusible, però perd el color durant l'escalfament; només es fa soluble si prèviament ha estat escalfada. És dirmorfa de la metavariscita, i forma una sèrie de solució sòlida amb l'strengita.
Segons la classificació de Nickel-Strunz, la variscita pertany a «08.CD: Fosfats sense anions addicionals, amb H₂O, només amb cations de mida mitjana, amb proporció RO₄:H₂O = 1:2» juntament amb els següents minerals: kolbeckita, metavariscita, fosfosiderita, mansfieldita, escorodita, strengita, yanomamita, parascorodita, ludlamita, sterlinghil·lita i rollandita.

## Usos

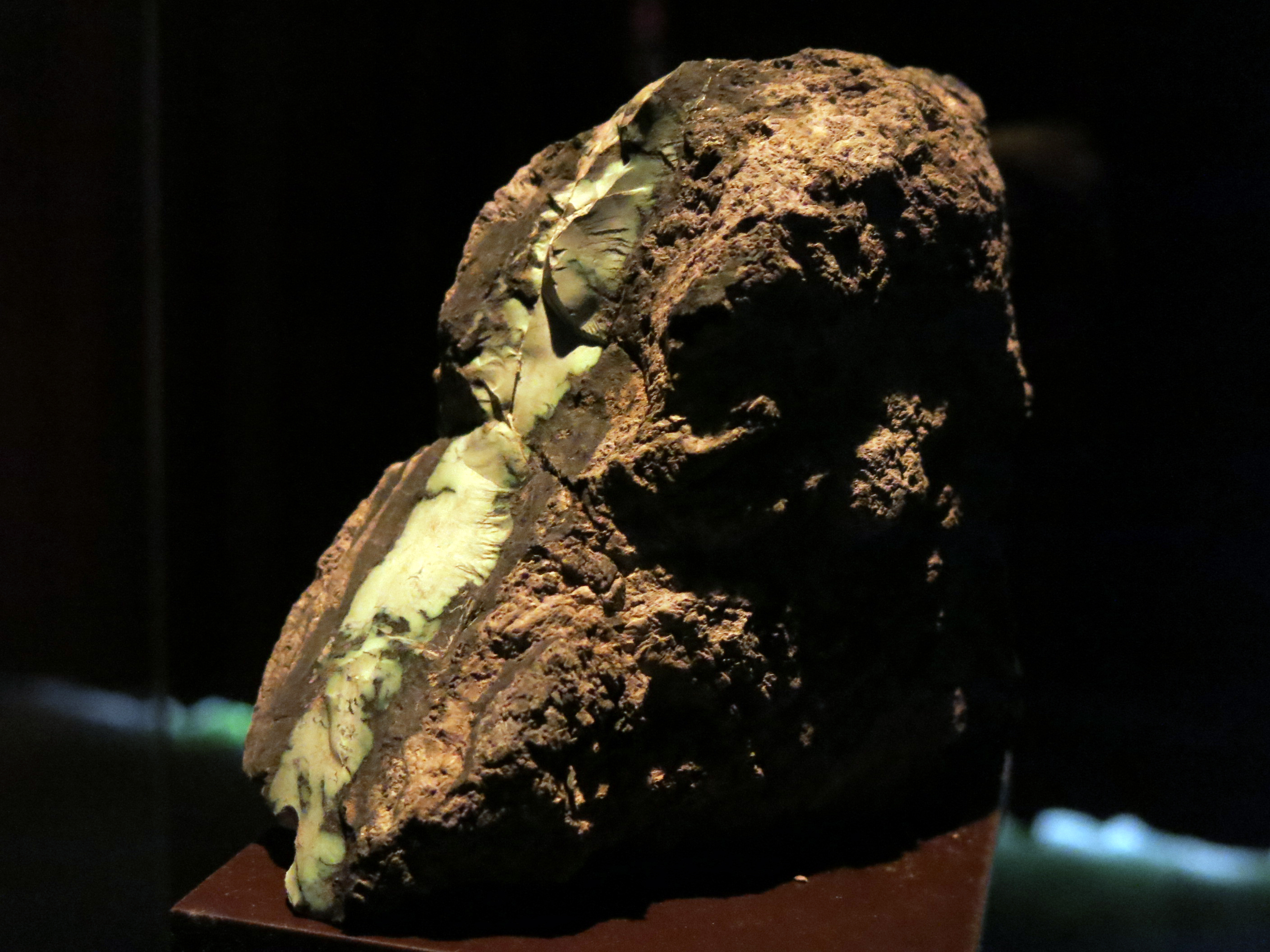
Exemplar de variscita exposat al parc arqueològic de les Mines de Gavà

Com a pedra fina, i és popular pel seu ús ornamental, previ allisat i polit, a vegades comercialitzat com a turquesa. Recentment, la variscita ha augmentat la seva apreciació com a gemma semipreciosa mercès a les seves tonalitats de color. Les persones del Neolític la feien servir per fer collarets, polseres... El jaciment de les Mines de Gavà és un exemple d'aprofitament d'aquest mineral en temps prehistòrics.

## Formació i jaciments
És un producte de concentració superficial de gels percolats derivats de l'alteració de roques ígnies riques en feldespats. La variscita és un mineral secundari format per la deposició directa d'aigua que conté fosfats i que ha reaccionat amb roques riques d'alumini en un ambient pròxim a la superfície. Es troba en forma de nòduls de gra fi, masses microcristal·lines de color verd clar, amb els contorns arrodonits i alterats de color groc; farcint cavitats, i en incrustacions. La variscita sovint conté venes blanques de crandal·lita, un mineral de fosfat d'alumini i calci.

### Variscita de les mines prehistòriques de Gavà
Existeixen diversos fets que determinen que l'objecte d'explotació de les mines prehistòriques de Gavà era essencialment la variscita: 
- Els sistema d'explotació, amb un sistema de càmeres i pilars, o realços, es realitza exclusivament sobre filons o nivells de variscita.
- Les galeries d'explotació passen en molts punts en nivells rics de chert i òxids de ferro, que haguessin pogut ser aprofitats secundàriament, sense mostres de cap treball d'explotació sobre aquests.
- Inexistència de chert entre les indústries lítiques manufacturades en altres jaciments contemporanis a l'explotació minera que no sigui a Gavà.[5]

## Grup de la variscita
El grup de la variscita està format per cinc arsenats i fosfats ortoròmbics. Els membres del grup són isoestructurals. Els fosfats d'aquest grup són dimorfs amb els membres del grup de metavariscita, que en són monoclínics. La fórmula dels integrants d'aquest grup és A(XO₄)·2H₂O on A = Fe3+, Al; X = P, As.
| Espècie      | Fórmula       |
| ------------ | ------------- |
| Escorodita   | Fe3+AsO₄·2H₂O |
| Mansfieldita | AlAsO₄·2H₂O   |
| Strengita    | FePO₄·2H₂O    |
| Variscita    | AlPO₄·2H₂O    |
| Yanomamita   | InAsO₄·2H₂O   |